# Cob Normand
Originario dalla Normandia, una regione nel nord della Francia, il Cob Normand (o Cob normanno) è una razza equina non molto nota al di fuori della sua nazione d'origine, ed è allevato soprattutto nella regione della Manica. Di carattere tranquillo e docile, questa razza è resistente e di costituzione robusta, e per questo è stata utilizzata fin dalle sue origini sia per lavori agricoli e da tiro, sia da sella. Il Cob Normand è un cavallo di taglia media, armonico e compatto, ma non pesante, infatti, tra le razze francesi da lavoro, è il più leggero; inoltre è ottimo per l'equitazione e per la maggior parte delle discipline equestri.

## Storia
Il Cob Normanno è nato nell'Haras di Saint-Lô (dipartimento della Manica) in Normandia, un'area nota da diversi secoli per la sua abilità nell'allevare cavalli. Altre due forti razze provengono infatti da questa regione, il Trotter Francese e il Percheron. Il prefisso "Cob" deriva dalla sua somiglianza con il Cob Inglese e il Welsh Cob, mentre il "Normanno" identifica la sua zona d'origine. È una razza di origini antiche, di costituzione robusta, adatta anche al tiro medio-pesante, quindi di utile impiego nei lavori agricoli. Per la taglia e il peso, la razza viene considerata come un cavallo di taglia media. Anche se generalmente si tratta di un membro dei cavalli da tiro, il Cob Normanno è più speciale delle altre razze francesi da tiro. I cavalli di questa razza infatti sono stati utilizzati quasi esclusivamente per la produzione di cavalli sportivi, restando per lo più fuori dalla produzione della carne, a differenza di molte altre razze francesi. Questo significa che la sua conformazione è rimasta pressoché invariata negli anni, invece di essere allevato per diventare più pesante per la macellazione.
I primi cavalli presenti in Normandia e Bretagna erano cavalli piccoli chiamati "Bidets", che erano stati portati nel territorio dai Celti. I Romani, una volta introdotti nel territorio, fecero incrociare le loro fattrici più grandi con questi "Bidets". Questa pratica, che è continuata anche dopo la caduta dell'Impero romano, ha contribuito ad affinare la razza, portando alla nascita di cavalli che dal X secolo furono desiderati ardentemente dal resto d'Europa. Durante il XVI secolo i cavalli Normanni erano conosciuti come cavalli pesanti, forti, e capaci di percorrere lunghe distanze, e venivano usati per trasportare artiglieria e diligenze. Quando Luigi XIV salì al potere, fece incrociare il Cob Normanno con la linea di sangue del cavallo arabo e del Berbero. Questo cavallo da cui discende il Cob Normanno, venne chiamato Carrosier Normanno. Questo venne ulteriormente incrociato con altre razze, tra cui il Mecklenburg, il Gelderland e il Danish. Dal 1840 il Carrosier è stato raffinato ulteriormente dall'incrocio con il Norfolk Trotter, che ha conferito alla razza migliori andatura, energia, eleganza e conformazione, rendendolo un cavallo sportivo ottimo per gare di agility ed endurance.
Nel 1806 Napoleone fondò la Scuderia Nazionale di Saint-Lô. Questa Scuderia insieme a quella di Pin, diventarono i centri di produzione del Carrosier Normanno. I cavalli nati dall'incrocio di cavalli Normanni e Thoroughbred prodotti in queste scuderie venivano poi divisi in due gruppi: il primo composto dai cavalli più leggeri da cavalleria, il secondo composto da cavalli più pesanti, chiamati "cobs", usati come cavalli da tiro.

### Inizio XX secolo
All'inizio del XX secolo, il Carrosier era considerato il miglior cavallo da carrozza a disposizione. L'arrivo però delle automobili e il corrispondente declino della domanda di cavalli da carrozza, portò a una divisione nella razza. Si fece quindi una distinzione tra i cavalli più leggeri e veloci che venivano usati per gli sport, e i cavalli più grandi, usati invece per i lavori agricoli. I più leggeri alla fine sono stati divisi in Trotter Francese (per la guida) e Anglo-Normanno (per l'equitazione e la cavalleria), mentre i cavalli più pesanti sono diventati i Cob Normanni. Nel 1912, quando la popolazione di cavalli francese era al massimo in termini di numeri, c'erano 422 stalloni nella Scuderia di Saint-Lô, principalmente Cob e Trotter. Quando poi nel 1920 l'originale Carrosier Normanno si estinse, l'allevamento si concentrò sui due tipi rimanenti, ovvero il Cob Normanno, che continuò a essere utilizzato per l'agricoltura, e l'Anglo-Normanno utilizzato per creare cavalli da sella francesi, i selle français (i cavalli sportivi nazionali francesi).
Nelle regioni di Saint-Lô e Cotentin, fino al 1950 il Cob Normanno era molto diffuso nel mondo agricolo, e la popolazione ha continuato ad aumentare nella prima metà del XX secolo, anche durante l'occupazione durante la seconda guerra mondiale. Nel 1945, gli stalloni di Cob Normanno rappresentavano il 40% dei cavalli di leva, e nel 1950 fu creato un libro genealogico per la razza.

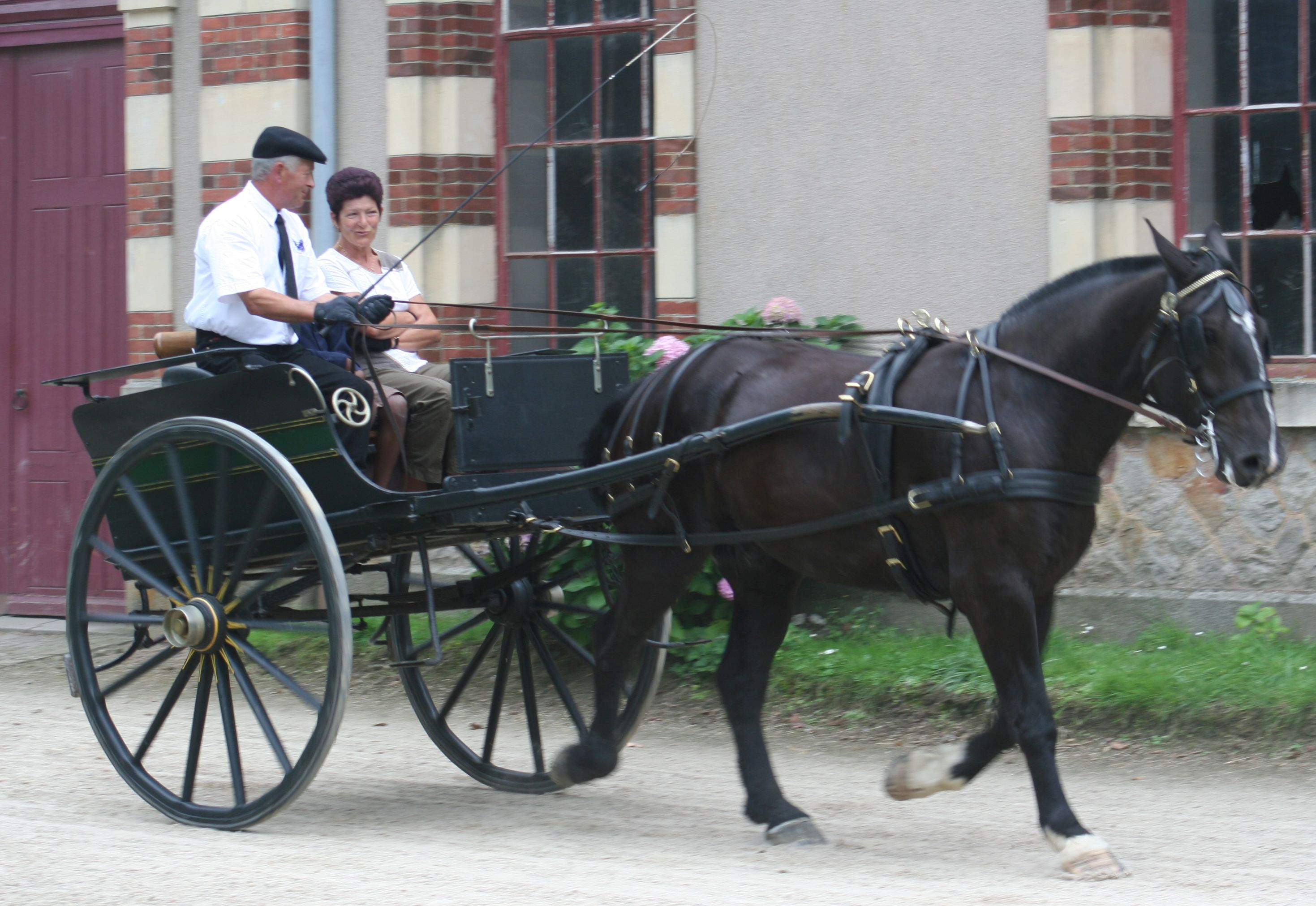
Cob Normand all'allevamento di St-Lô

Come tutte le razze da tiro francesi, il Cob Normanno è stato minacciato dall'avvento della meccanizzazione in agricoltura. L'unica opzione rimasta per molte razze fu quella di dirottare la loro produzione al mercato della carne. Tuttavia, il Cob Normanno è riuscito a evitare questo, grazie agli sforzi di Laurens St. Martin, capo della Scuderia di Saint-Lô nel 1944, e sviluppatore del selle français. Esso infatti ha iniziato a incrociare gli stalloni Thoroughbred con le fattrici Cob Normand per produrre cavalli da sella francesi, e il successo di questo programma ha consentito un riorientamento dei programmi di allevamento del Cob. Sebbene la numerosità della popolazione continuò a diminuire fino al 1995, le caratteristiche fisiche della razza rimasero pressoché le stesse, grazie al fatto che non li fecero diventare più pesanti con lo scopo di produrre carne, come invece successe per molte delle razze francesi da tiro.

### Dal 1950 al 2000
Il Cob Normand moderno è leggermente più pesante di quanto lo era all'inizio del XX secolo, per il fatto che i cavalli più leggeri della razza vennero usati per creare la razza selle français. Nel 1976, la scuderia nazionale di Saint-Lô contava 186 stalloni, che includevano 60 Cob Normand. Nello stesso anno, il registro di razza venne riorganizzato, e il Cob Normand venne inserito nella categoria dei cavalli da tiro. La riorganizzazione del registro di razza ha contribuito a rinvigorire l'allevamento di Cob Normand, e porre attenzione al rischio di estinzione della razza. Nel 1980 l'Istituto Nazionale di Ricerche Agronomiche e l'Istituto Nazionale Agronomico hanno eseguito analisi demografiche e genetiche delle razze di cavalli minacciate di estinzione in Francia. Nel 1982 dei ricercatori hanno concluso che i Cob Normand avevano consanguineità e avevano subito una deriva genetica dalla loro popolazione originale.Inoltre anche l'aumento dell'età media degli allevatori di Cob Normand rendeva precaria la situazione della razza.
Gli appassionati della razza hanno lavorato per reindirizzarla verso l'occupazione nella guida e nelle attività ricreative, e dal 1982 hanno nuovamente riorganizzato il registro di razza. Nel 1992 fu creato un nuovo libro genealogico per la razza, con nuovi criteri di selezione definiti per preservare la qualità della razza, in particolare le sue andature. Le ultime edizioni del registro di razza e libro genealogico sono controllati dal Sindicat national des éleveurs et utilisateurs de Chevaux Cob Normand (sindacato nazionale di agricoltori e utilizzatori di cavalli Cob Normand), che ha base a Tessy-sur-Vire. L'associazione lavora per preservare e promuovere la razza in tutta la Francia, focalizzandosi specialmente sulla Normandia, Vandea e Anjou. Nel 1994, la Normandia contava 2000 cavalli Percheron e Cob Normanni, e annualmente allevava circa 600 puledri di queste due razze.

### Dal 2000
Oggi i Cob Normand li troviamo principalmente nei dipartimenti della Manica, Calvados e Orne, che costituiscono l'area da cui la razza si è inizialmente sviluppata. La regione di Saint-Lô, che è al primo posto per la produzione di Cob Normand, contribuisce al 35% delle nuove nascite.La razza è presente anche nell'Haras de la Vendée (scuderia a Vandea), che rappresenta il 25% delle nascite, poi sono presenti anche nell'Haras du Pin e nel Massiccio Centrale. Nel 2004 c'erano poco più di 600 allevatori francesi di Cob Normand, e nel 2005, sono state allevate 914 fattrici, con 65 stalloni registrati come attivi in Francia. Negli ultimi anni il numero di Cob Normand è rimasto pressoché stabile. Nel 2011 ci sono stati 319 Cob Normanni nati in Francia, e il numero di nascite annuali tra il 1982 e il 2010 è compreso in un intervallo che va da 385 a 585.

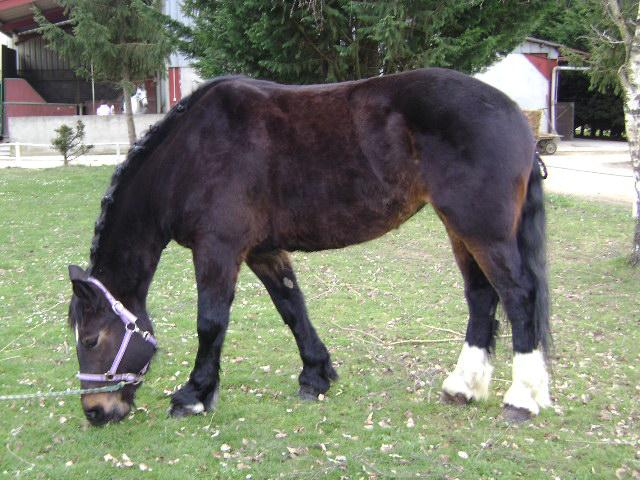
Cob Normand, Olympe de Fontaine

Alcuni esemplari della razza vengono mostrati annualmente al Paris International Agricoltural Show. Ci sono inoltre fiere per la razza a Lessay e Gavray, nella Manica. La Scuderia Nazionale di Saint-Lô rimane coinvolta nel mantenimento e nello sviluppo della razza, e organizza il Concorso Nazionale annuale per la razza. La Scuderia inoltre organizza anche eventi in cui presentare la razza al pubblico, tra cui lo Show dei Cavalli Normanni. Il Cob Normand ha anche iniziato a essere esportato in altri Paesi, specialmente in Belgio. In questa nazione, alcuni sono di razza pura, mentre altri vengono incrociati con il cavallo Ardennese per migliorare le andature. Approssimativamente ogni anno vengono esportati 15 cavalli, che vengono portati in Belgio, Germania, Svizzera e Italia.

## Caratteristiche della razza
Il Cob Normand è un cavallo di tipo brachimorfo, elegante e robusto. L'altezza è variabile tra i 158 cm e i 170 cm, mentre il peso di questi animali varia tra i 550 kg e i 900 kg. La grande variazione di peso deriva dalle tre diverse linee di sangue presenti all' interno della razza, che permettono a questi animali di eccellere in varie discipline. I Cob Normand sono cavalli molto intelligenti. Doti come predisposizione all'apprendimento e disponibilità alla doma rendono questi animali pazienti e calmi durante il lavoro, nonostante un temperamento molto più energico rispetto ad altri cavalli da tiro. I movimenti sono fluidi e vivaci, le andature del passo e del trotto sono caratterizzate da un passo naturalmente molto allungato e particolarità della razza è una grande resistenza durante il lavoro. Le caratteristiche fisiche che lo contraddistinguono sono una testa ben proporzionata rispetto al corpo, orecchie piccole, grandi narici e profilo del muso diritto o convesso. Coda e criniera sono molto folte; il collo si presenta molto muscoloso e le larghe spalle delimitano un petto profondo. Il torace è compatto, sormontato da un garrese pronunciato; la groppa è muscolosa e inclinata; le gambe sono corte e solide, sebbene più fini rispetto a quelle di un cavallo da tiro. Gli zoccoli sono larghi e solidi, donano all'animale una grande stabilità.I mantelli più diffusi sono sauro, baio e baio scuro; tuttavia non è raro trovare anche mantelli grigi. A ogni modo, gli allevatori preferiscono allevare esemplari dal manto più scuro possibile. Gli animali possono presentare balzane agli arti e stelle, oppure liste, bianche sulla fronte. Queste particolarità sono accettate dagli allevatori, sebbene ci sia la volontà di ridurre al minimo la loro comparsa. Nei tempi passati, era usanza recidere la coda ai puledri, al fine di evitare che questa s'impigliasse nei finimenti quando i cavalli, in età adulta, venivano attaccati alla carrozza o ad attrezzi di lavoro. Questa particolarità può però essere ancora osservata negli esemplari più anziani. Tuttavia, nel 1996 in Francia è stato introdotto il divieto di tagliare la coda agli animali, motivo per cui a oggi i crini vengono semplicemente accorciati il più possibile.

## Utilizzi
Il Cob Normanno è una razza polivalente, adatta a molti utilizzi e per questo molto apprezzata negli anni. In passato veniva principalmente adoperato nei lavori agricoli da molti contadini di piccole fattorie, ma anche nel traino di carri da latte o di venditori ambulanti. Trovava impiego persino nell'esercito in quanto trainava l'artiglieria, e nei collegamenti postali. Veniva preferito per svolgere queste attività grazie alla sua capacità di trottare in strade dissestate e percorrere lunghe distanze; inoltre, per il suo temperamento docile e calmo, riusciva a restare fermo o legato anche per lunghi periodi di tempo.
Adesso, a causa della modernizzazione dell'agricoltura e dei trasporti, viene poco impiegato in queste attività, però trova utilizzo nelle gare da tiro per la sua maestria nella tecnica e la sua agevole andatura, nonostante l'elevata mole e la robustezza. Ha vinto molti premi nei campionati francesi di questa disciplina e per questo si è rivelato essere un ottimo concorrente. Oltre alle gare, il Cob Normand è anche un buon soggetto da sella, adatto a cavalieri anziani o pesanti grazie alla sua mole notevole e alle sue dimensioni ridotte, che permettono di montarlo facilmente. Impiegato nelle guide ricreative o competitive, si adatta a molte discipline equestri e, i soggetti più leggeri sono destinati anche alla caccia. Infine viene anche utilizzato per incroci con razze purosangue per produrre cavalli da sella di ottima qualità e alcuni vengono allevati per il mercato della carne, in quanto il peso delle carcasse è più leggero e ha una maggiore redditività.

## Allevamento

### Obiettivi principali del libro genealogico
1. Limitare gli incroci della razza per mantenerne la purezza e preservare l'omogeneità e la diversità delle caratteristiche del suo patrimonio genetico.
2. Conservare il più ampiamente possibile il patrimonio genetico di razza evitando la consanguineità tra soggetti riproduttori e consentendo così un prosieguo della razza, senza indebolimenti.
3. Mantenere una situazione confortevole per la razza, in modo da poter valutare adeguatamente i suoi elementi e rendere l'allevamento economicamente interessante e stimolante per mantenere l'interesse per la razza.
4. Mantenere e rilanciare l'allevamento del Norman Cob sensibilizzando gli allevatori esistenti e potenziali agli interessi di una razza pura ed efficiente.
L'allevamento di questa razza, in purezza, ha come obiettivi: ottenere soggetti in grado di sviluppare un tiro armonioso con andature energiche, le quali derivano dalle sue originarie linee sanguigne; dal punto di vista delle esigenze fisiche si ricerca un cavallo che vanti rusticità e adattabiltà; per ciò che riguarda la sfera riproduttiva si punta a una buona fertilità, che permette di avere puledri ben formati e con un buon potenziale di accrescimento.
Si punta quindi a mantenere il tipo di cavallo da tiro rustico con uno scheletro fine e un temperamento docile ma attivo, spiccata capacità di crescita e sviluppo somatico, al fine di esaltare adeguatamente le attitudini da sella, essendo anche comodamente cavalcabile. 
Durante i regni di Enrico VIII (1509-1547) e Luigi XIV (1643-1715) furono incrociate con linee di sangue araba e trotter del Norfolk. Ciò ha prodotto cavalli sportivi di grande agilità e resistenza.
Grazie all'adeguata selezione di allevatori, il Cob Normand ha mantenuto il suo vigore, leggerezza ed eleganza che lo rendono il miglior rappresentante per gare e allevamenti nel settore francese. 
Gli allevamenti francesi di Cob Normand si trovano principalmente nel dipartimento della Manica e nei dipartimenti limitrofi (Calvados e Orne), c'è un certo brulicare della razza e la creazione di centri di allevamento nella regione della Loira.
La Francia oggi esporta maggiormente in Belgio, Italia e Germania.

## Alimentazione
Per un completo sviluppo e un'adeguata risposta ai fabbisogni giornalieri che questi cavalli evidenziano è generalmente consigliabile fornire loro elevati quantitativi di erba fresca, fieno e acqua. Inoltre, è importante garantire un buon apporto proteico per agevolare lo sviluppo muscolare che li caratterizza, fornito, ad esempio, dalla somministrazione di erba medica (in varie forme).
Si tenga conto, però, che fabbisogni sono diversi in base al sesso, all'età, allo stato fisiologico e alle attività svolte dal soggetto.